# لوئیزا تومه
لوئیزا فرانسینید کوتینیو تومه (زاده ۱۰ مه ۱۹۶۱، آمونتادا، برزیل، سپس در ایتاپیپوکا بزرگ شد) یک بازیگر برزیلی است. او بیشتر برای بازی در تله‌نوول‌های شبکه گلوبو در دهه ۱۹۹۰ و اوایل دهه ۲۰۰۰ شناخته می‌شود. او همچنین در سینما و تئاتر بازی کرده‌است.
او با آدریانو فاچینی (تاجر) ازدواج کرد اما در ژانویه ۲۰۱۲ پس از ۱۷ سال زندگی مشترک از هم جدا شدند. آنها سه فرزند دارند: برونو، آدریانا و لوئیجی.
در سال ۲۰۱۸ او به ایفای نقش یکی از موفق‌ترین شخصیت‌های خود (اسکارلث ویلیامز مکنزی پیتیگواری) در رمان O Sétimo Guardião پرداخت.